# Кагул (місто)
Кагу́л (рум. Cahul) — місто на півдні Молдови, поблизу річки Прут, центр Кагульського району, курорт.

## Назва
Офіційно містом Кагул став у грудні 1835 року, він одержав свою назву на честь Перемоги російських військ над турецькою армією при річці Кагул в 1770 році. До того часу поселення називалося спочатку Шкея, потім — Фрумоаса (Гарне), і вперше було згадане в государевих грамотах на початку XVI століття.

## Географія
Кагул розташований на відкритому місці з невеликим ухилом до річки. Місто добре сплановане. Невелика притока Пруту, річка Фрумоаса, ділить його на дві нерівні частини — північну й південну.

### Клімат
Місто знаходиться у зоні, котра характеризується морським кліматом. Найтепліший місяць — липень з середньою температурою 21.4 °C (70.5 °F). Найхолодніший місяць — січень, з середньою температурою -2.7 °С (27.1 °F).
| Клімат Кагула           | Клімат Кагула | Клімат Кагула | Клімат Кагула | Клімат Кагула | Клімат Кагула | Клімат Кагула | Клімат Кагула | Клімат Кагула | Клімат Кагула | Клімат Кагула | Клімат Кагула | Клімат Кагула | Клімат Кагула |
| Показник                | Січ.          | Лют.          | Бер.          | Квіт.         | Трав.         | Черв.         | Лип.          | Серп.         | Вер.          | Жовт.         | Лист.         | Груд.         | Рік           |
| Середній максимум, °C   | 0,2           | 1,8           | 7,9           | 15,9          | 21,6          | 25            | 26,8          | 26,5          | 22,6          | 15,9          | 8,5           | 2,6           | 14,6          |
| Середня температура, °C | −2,8          | −0,9          | 3,8           | 10,8          | 16,4          | 19,8          | 21,4          | 21,1          | 17,2          | 11,2          | 5,2           | 0             | 10,3          |
| Середній мінімум, °C    | −5,7          | −3,7          | −0,2          | 5,6           | 11,1          | 14,5          | 16            | 15,7          | 11,9          | 6,6           | 1,9           | −2,7          | 5,9           |
| Норма опадів, мм        | 36            | 39            | 33            | 41            | 56            | 76            | 66            | 56            | 48            | 28            | 38            | 40            | 557           |
| ----------------------- | ------------- | ------------- | ------------- | ------------- | ------------- | ------------- | ------------- | ------------- | ------------- | ------------- | ------------- | ------------- | ------------- |
| Джерело: Weatherbase    |               |               |               |               |               |               |               |               |               |               |               |               |               |

## Історія
Місто було утворене в 1835 році. Наприкінці XIX століття населення Кагула становило 6115 осіб. Місто мале: торговельних місць — 71 (з річним обігом 235500 рублів), 3 гончарні заводи (з обігом 300 рублів), 2 цегельні заводи (з обігом 1500 рублів), шкіряний завод (з обігом 900 рублів), 40 млинів (1 паровий, 3 водяні, кінний, 35 вітряних), 2 пасіки. В місті діяли 2-класне чоловіче й 1-класне жіноче училища. Дохід міста в 1891 році склав 22477 рублів, витрати — 22311 рублів. Місто мало митний пункт, через який привезено в 1891 році товарів на 778 рублів, вивезено — на 467030 рублів.
На початку 1960-х років у Кагулі виявлене джерело теплої сірководневої хлориднонатрієвої мінеральної води, придатної для лікування різних захворювань. Кагульська мінеральна вода відрізняється високим вмістом брому і йоду та застосовується при лікуванні захворювань серцево-судинної й нервової систем, опорно-рухового апарата і хвороб шкіри. З 1978 року працює курортний санаторій «Nufarul Alb» («Біле Латаття»), що й дає місту право називатися курортним.
У часи МРСР у місті збудовані виноробні підприємства, заводи (рибокоптильний, пивоварний, сухих фруктів, будматеріалів), кагульська дослідна станція зрошуваного землеробства й зональна агрохімічна лабораторія, гідромеліоративний радгосп-технікум, медичне та педагогічне училища, відкрито історико-краєзнавчий музей.
У 1991 році після виходу Молдавської РСР зі Радянського Союзу, знаходиться в незалежній Молдові.

## Населення
В 1970 році населення міста становило 26 тисяч осіб.
За даними перепису 2014 року, населення Кагулу становило 30 018 жителів (що робить його сьомим за величиною містом Молдови), зменшившись порівняно з попереднім переписом 2004 року, коли було зареєстровано 36 805 жителів. З них 13 951 були чоловіками і 16 067 жінками.

## Архітектура
Серед нечисленних архітектурних пам'яток, що збереглися в Кагулі, особливе місце займає чинний Собор Святих Архангелів Михаїла і Гавриїла, збудований у 1850 році.

## Культура й мистецтво
У Кагулі є краєзнавчий музей, більшу частину колекції якого становлять археологічні знахідки, що представляють Трипільську культуру. Цікава також колекція російської зброї, обмундирування і нагород, що зображає історію російсько-турецьких війн XVIII століття.
Кагул є великим фестивальним центром. Тут проходять два фольклорні («Нуферул Альб» і «Бобочелул») та музичний фестиваль «Обличчя друзів».
- «Нуферул Альб» («Біле латаття») з 1993 року є членом Міжнародної федерації фольклорних фестивалів (C.I.O.F.F.) і входить до її офіційного календаря. Він проводиться раз на два роки, на початку липня. У фестивалі беруть участь колективи, що виконують відновлений або стилізований фольклор.
- Фестиваль дитячих фольклорних танцювальних колективів «Бобочелул» («Бутон латаття») проводиться з 1998 року, став регулярним і придбав певну популярність.
- «Обличчя друзів» замислювалася як щорічна зустріч кагульських музикантів, що працюють у легких музичних жанрах. Згодом фестиваль виріс із провінційного заходу в подію міжнародного масштабу і щорічно збирає кілька тисяч гостей.

## Спорт
У місті є команда ФК «Кагул-2005», яка виступає в молдавському дивізіоні «А».

## Світлини

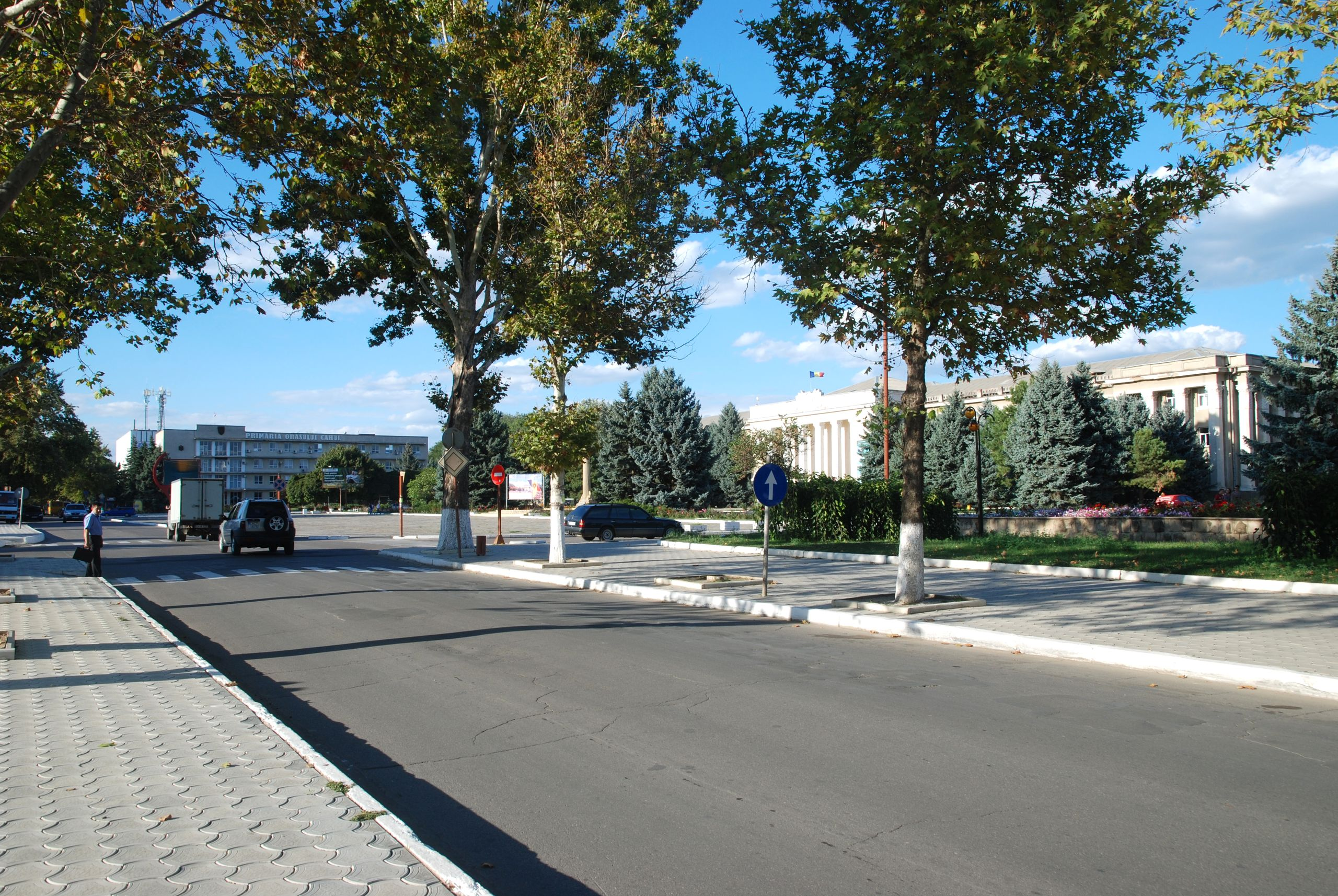
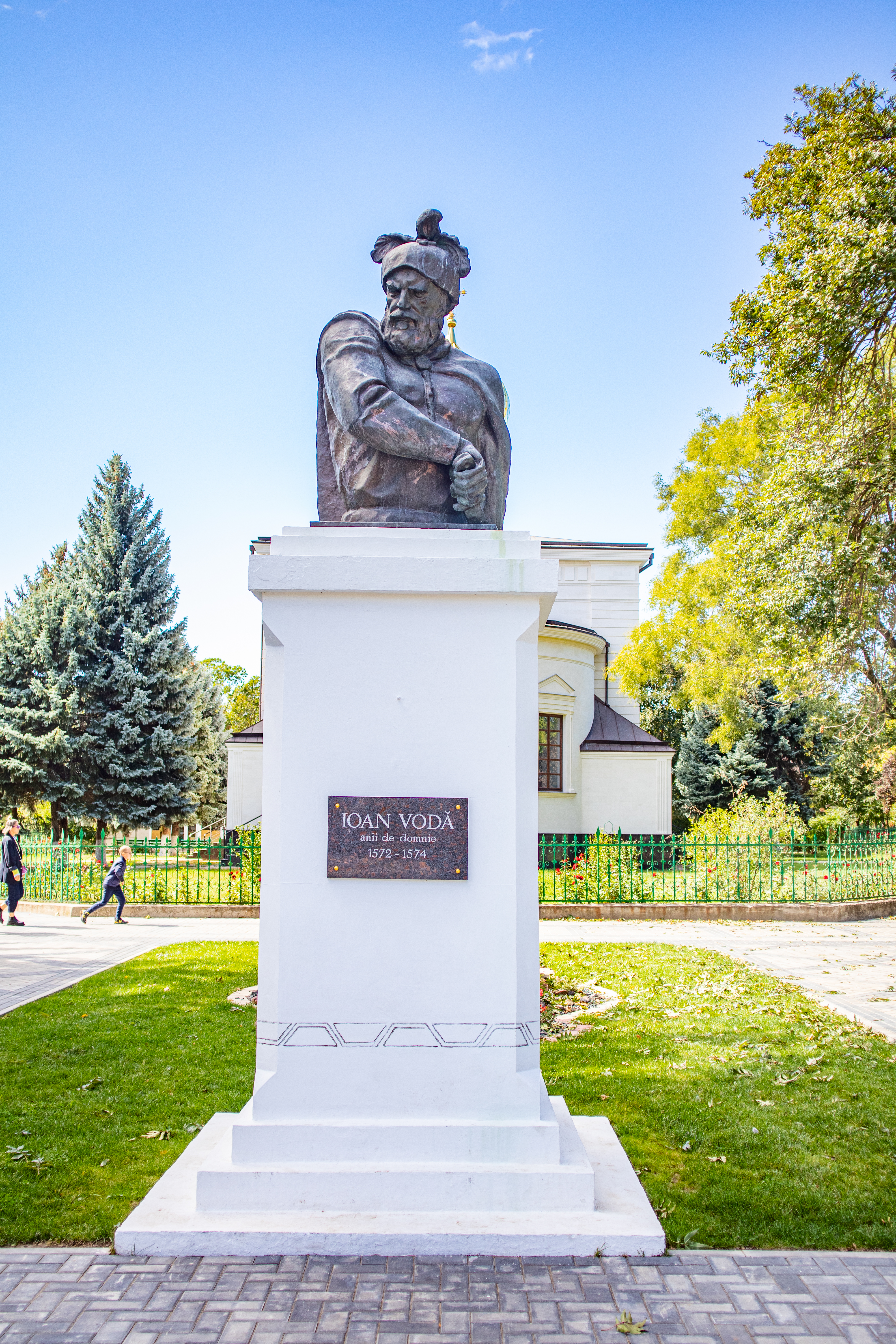
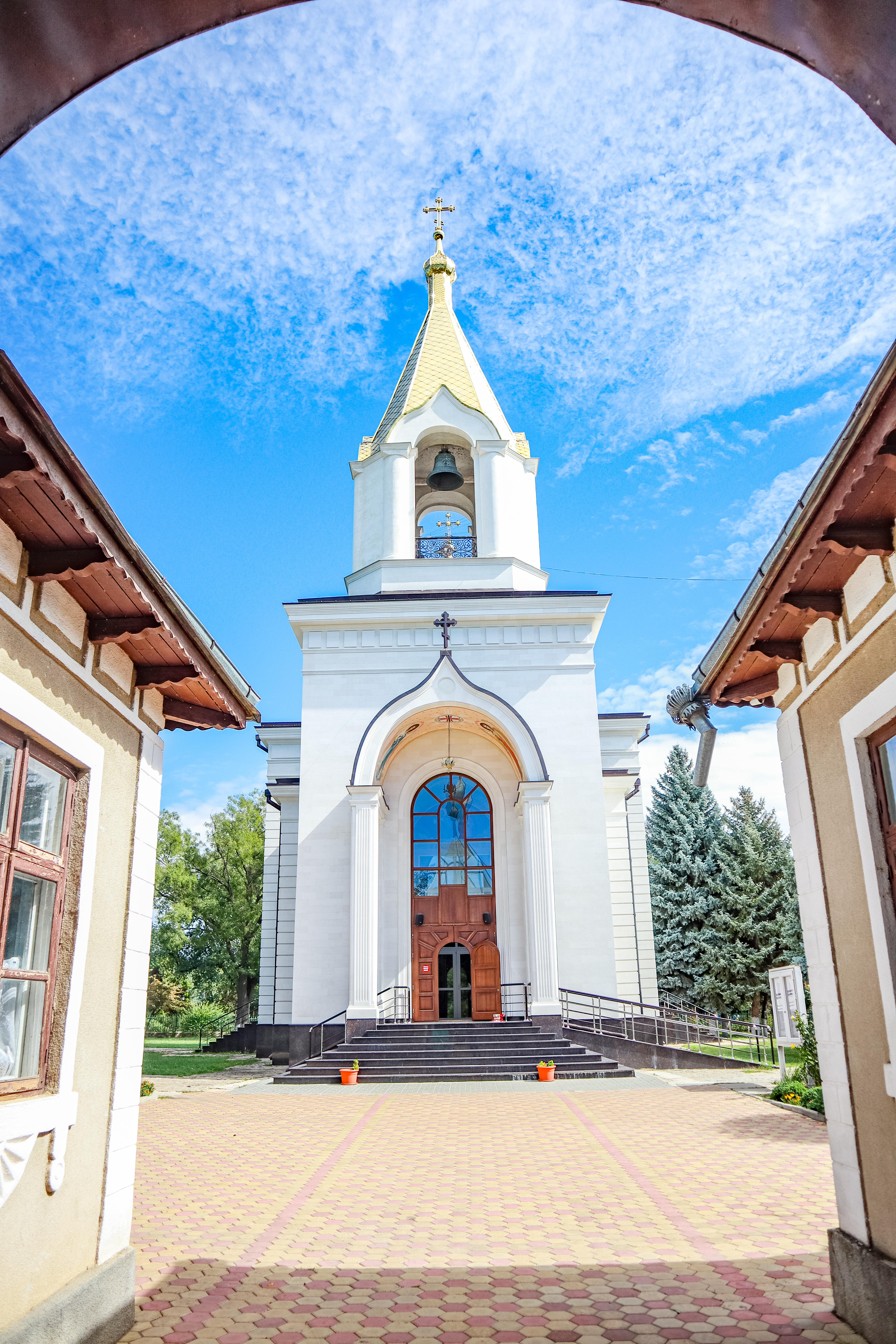
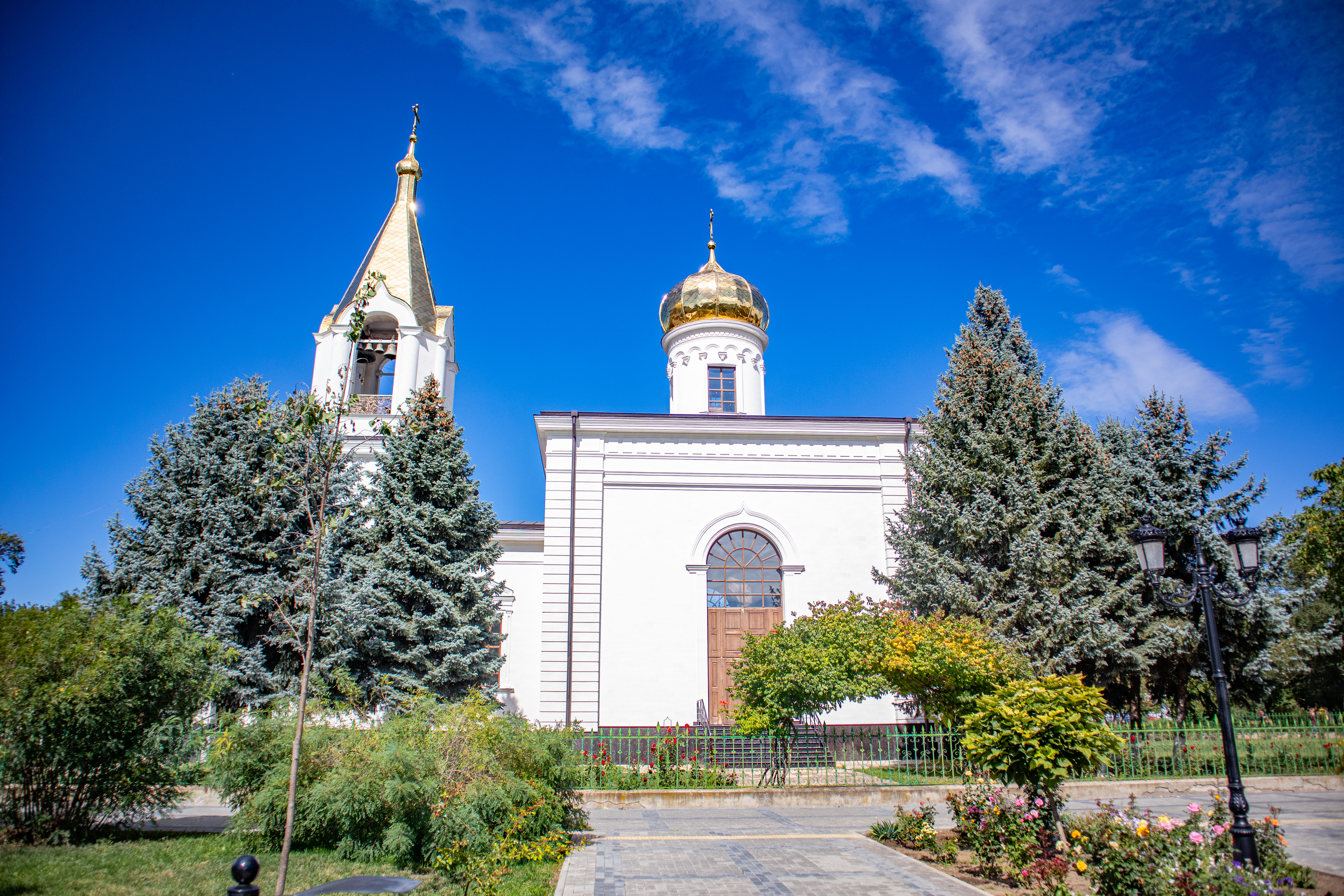
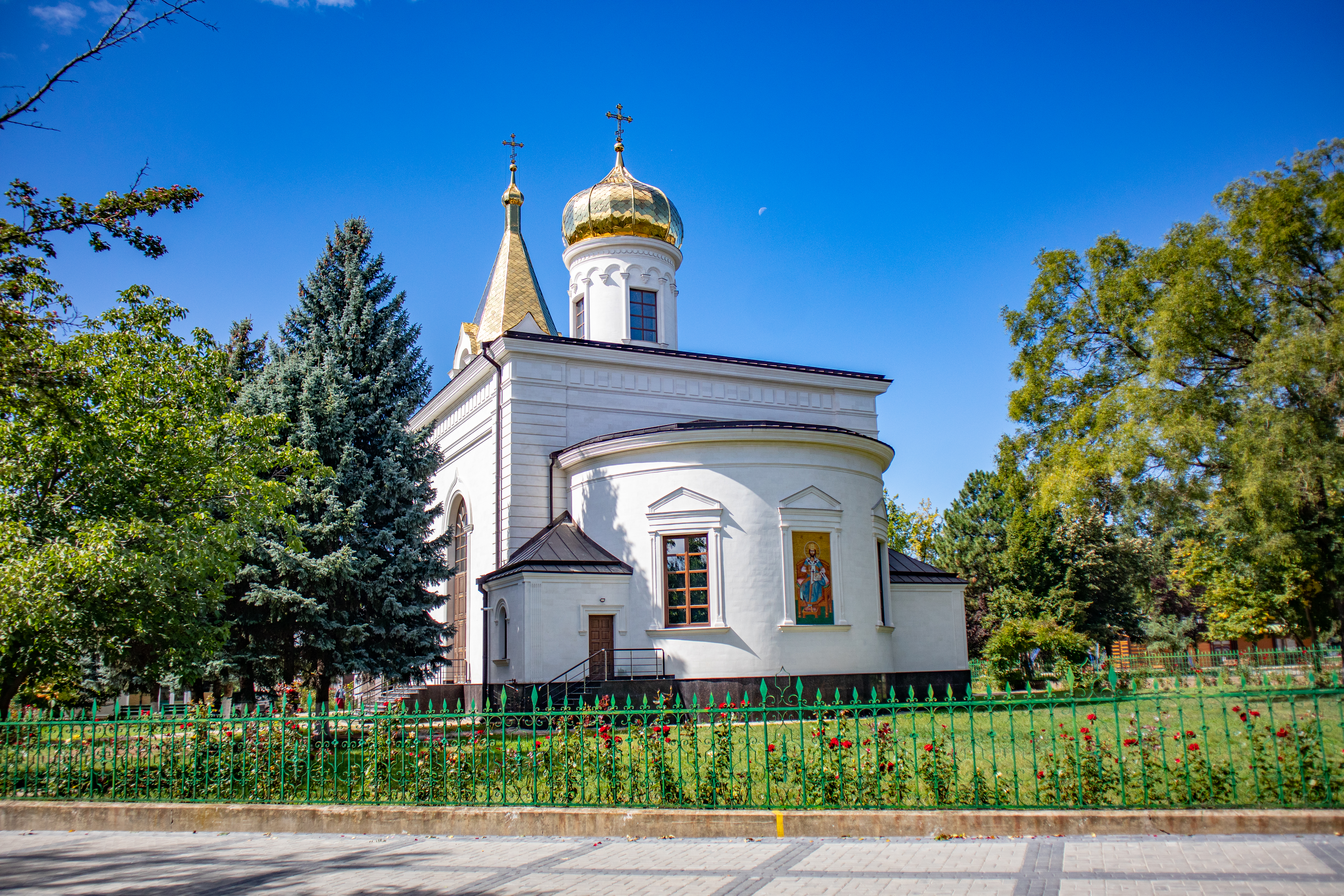
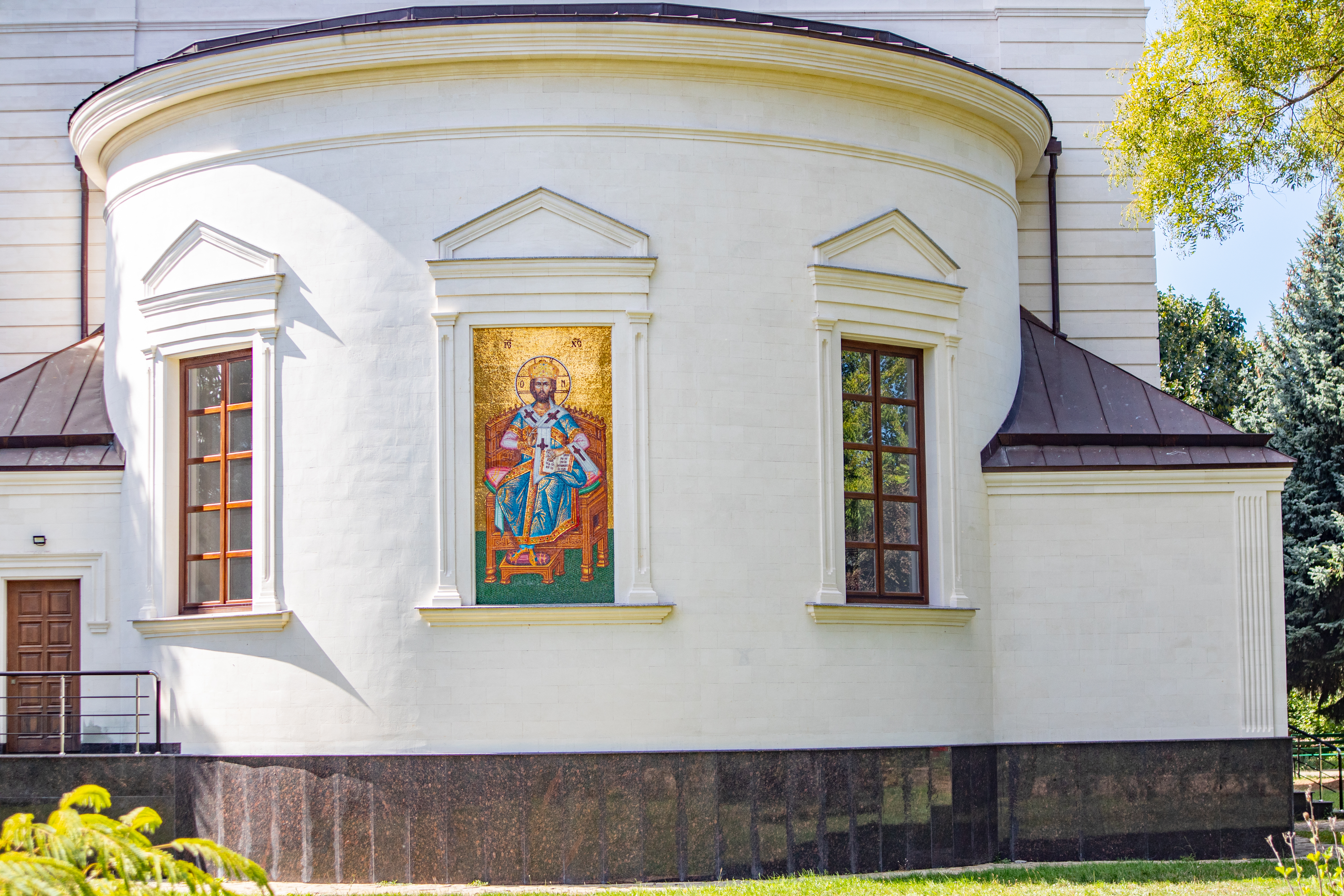
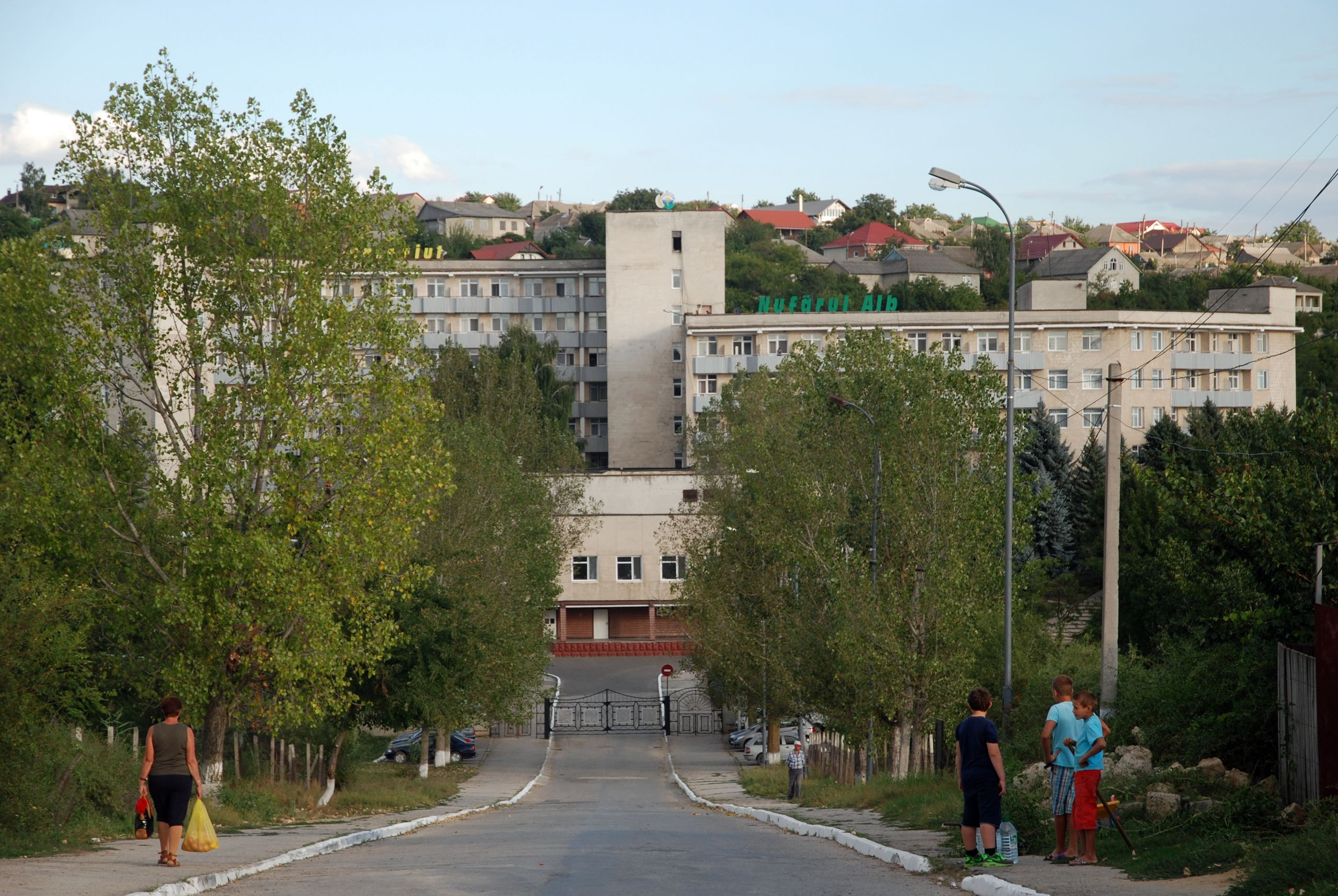
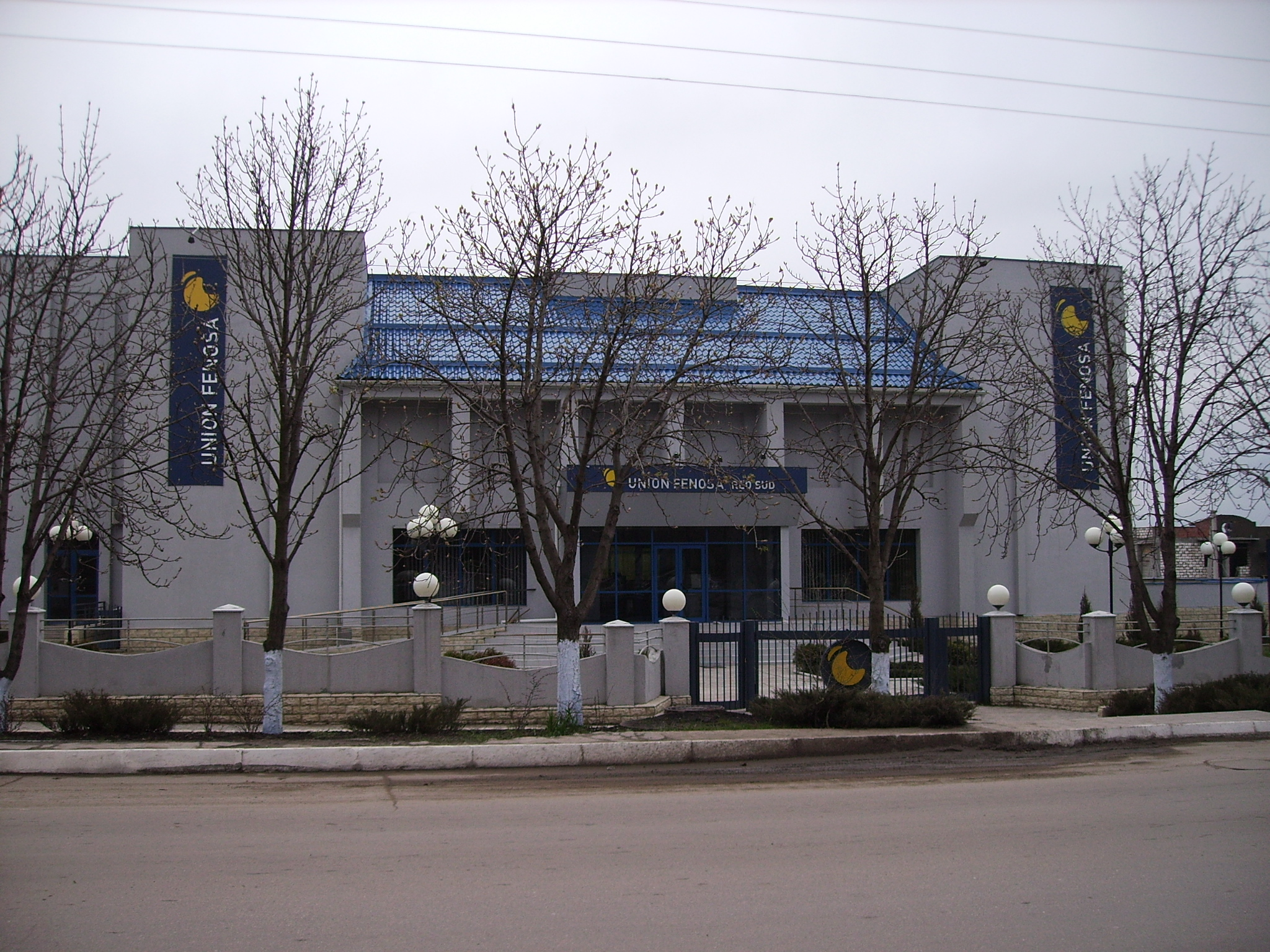

## Відомі люди
- Юрій Греков — письменник-фантаст і редактор
- Борис Заходер — дитячий письменник, автор сценарію й пісень до мультфільму «Вінні Пух»
- Серж Московичи — французький психоаналітик і психолог. Дитячі роки провів у Кагулі.
- Віка Жигуліна — молдавсько-румунська співачка, продюсерка та діджей.
- Дорфман Борис Менделевич — єврейський публіцист, дослідник єврейської культури та львівський громадський діяч.
- Анатолій Кирику — молдавський важкоатлет.

## Міста-побратими
Кагул є містом-побратимом з:
- Меджидія, Румунія
- Васлуй, Румунія